# Eusebio Escolano Gonzalvo
Eusebio Escolano Gonzalvo (1886 - Caravaca de la Cruz, 22 de setembre de 1971) fou un metge i polític valencià, diputat a les Corts Espanyoles durant la Segona República.

## Biografia
Estudià medicina a la Universitat de València i des del 1910 va exercir a Oriola. Fou membre del consell directiu de la Federació de Sindicats Agrícoles d'Oriola, fundat per ell el 1919 i de la Caixa d'Estalvis de Nuestra Señora de Monserrate, El 1924 fou nomenat vocal de la Unión Patriótica a Oriola i el 1925 diputat de la Diputació d'Alacant. L'abril del 1930 va fundar a Oriola la Unión Monárquica Nacional, partit amb el qual es va presentar a les eleccions municipals de 1931.
El 1935 ingressà a la Derecha Regional Agraria i a les eleccions generals espanyoles de 1936 fou elegit diputat per la província d'Alacant per la CEDA. També fou membre de la Confederación Nacional Católico Agraria. Durant la guerra civil espanyola va donar suport als sublevats, i el 1945 fou nomenat president de la Caixa Rural d'Oriola. També va rebre l'Orde de Sant Silvestre.